# I Love It
Singles de Icona Pop
Mind Your Manners
(2012) We Got the World
(2012)
Singles par Charli XCX
Nuclear Seasons
(2011) You're the One
(2012)
Pistes de Icona Pop
Sun Goes Down
(1) We Got the World
(3)
I Love It est une chanson du groupe suédois Icona Pop, en duo avec la chanteuse britannique Charli XCX. La chanson est sortie en Suède le 9 mai 2012.
La chanson a atteint le top 10 des classements musicaux de plusieurs pays, dont la Suède et les États-Unis. Dans ce dernier, elle s'est vendue à plus d’1,2 million d'exemplaires.
Le titre a été repris dans le 22e épisode de la saison 4 de la série américaine Glee.

## Certification
| Pays                  | Disque de certification | Seuil     |
| --------------------- | ----------------------- | --------- |
| Autriche              | Or                      | 15 000    |
| Australie (ARIA)      | 5 × Platine             | 350 000   |
| Belgique              | Or                      | 15 000    |
| Canada (Music Canada) | 3 × Platine             | 240 000   |
| Danemark              | Or                      | 15 000    |
| Italie (FIMI)         | 2 × Platine             | 60 000    |
| Nouvelle-Zélande      | Or                      | 7 500     |
| Allemagne (BVMI)      | Platine                 | 300 000   |
| Royaume-Uni (BPI)     | Or                      | 400 000   |
| Suède (GLF)           | Platine                 | 40 000    |
| Suisse (IFPI)         | Platine                 | 30 000    |
| États-Unis (RIAA)     | Platine                 | 2 025 000 |